# جوناثان نيكولز
جوناثان نيكولز (بالإنجليزية: Jonathan Nichols) هو لاعب كرة قدم أمريكية أمريكي، ولد في 26 مارس 1981.